# Sachachjalia
Sachachjalia (en georgiano: საჩაჩხალია) o Chachjaliaa Rjabla (en abjasio: Чачхалиаа Рхабла) es una aldea que pertenece a la parcialmente reconocida República de Abjasia, dentro del distrito de Ochamchira, aunque de iure es parte del municipio de Ochmachire de la República Autónoma de Abjasia de Georgia.

## Geografía
Sachachjalia se encuentra en las estribaciones montañosas de la cordillera de Abjasia, a 29 km de Ochamchire. La aldea se administra desde el pueblo de Pokveshi.  